# Вяжлинский, Лев Михайлович
Лев Миха́йлович Вяжли́нский (1905, Москва — 8 июня 1976, там же) — советский боксёр и тренер по боксу. Как боксёр выступал на всесоюзном уровне во второй половине 1920-х — первой половине 1930-х годов, первый чемпион СССР в полулёгкой весовой категории. Как тренер и спортивный чиновник считается «отцом-основателем» свердловского бокса, удостоен звания заслуженного тренера за подготовку многих свердловских чемпионов.

## Биография
Родился в 1905 году в Москве. Активно заниматься боксом начал в возрасте двадцати лет в команде «Моснаве» (Московское общество спасения на водах) под руководством заслуженного мастера спорта Вячеслава Васильевича Самойлова.
Уже через год в составе клуба «Красная Пресня» принял участие в первом чемпионате СССР по боксу и сразу же одержал победу зачёте полулёгкого веса. Также участвовал в международных матчевых встречах со сборными Германии, Финляндии, Норвегии, Швейцарии. В 1927 году одержал победу на Скандинавском турнире в Осло и затем в течение трёх лет работал секретарём в Тяжелоатлетической секции Высшего совета физической культуры при Всероссийском центральном исполнительном комитете РСФСР. В 1933 году победил на зимней Спартакиаде Рабоче-крестьянской Красной Армии. Начиная с 1934 года находился на тренерской работе.
В 1937 году Вяжлинский переехал на постоянное жительство в Свердловск и занялся развитием бокса в свердловском добровольном спортивном обществе «Динамо». Внёс значительный вклад в формирование боксёрской культуры города, в том числе открыл секции бокса в Центральном совете ДСО «Металлург Востока», ДСО «Авангард», в Уральском индустриальном институте, на Уральском заводе тяжёлого машиностроения и в различных других организациях. Участвовал в Великой Отечественной войне, после чего вернулся в Свердловск и продолжил заниматься организаторской деятельностью, в частности возглавил Школу высшего спортивного мастерства при Свердловском комитете по физкультуре и спорту (с марта 1946 года), вёл общественную работу, организовывал боксёрские турниры на открытом стадионе «Динамо». Только в 1949 году получил звание мастера спорта СССР.
В 1952 году окончил ГЦОЛИФК.
Лев Вяжлинский подготовил в Свердловске многих талантливых боксёров, его учениками помимо прочих были призёры первенств Европы братья Алексей и Александр Засухины, двукратный чемпион СССР Виталий Беляев — за их подготовку в 1957 году был удостоен почётного звания «Заслуженный тренер СССР».
После переезда в 1957 году обратно в Москву состоял в тренерском совете сборной РСФСР, сменил Геннадия Степанова на посту председателя тренерского совета РСФСР. В период 1958—1960 годов являлся тренером Московского городского совета «Динамо», позже в 1961—1971 годах работал тренером в Центральном совете добровольного спортивного общества «Локомотив» и ДЮШЕС. Занимал должность ответственного секретаря тренерского совета Федерации бокса СССР. В 1972—1974 годах был ответственным секретарём Всесоюзного совета ДСО Профсоюзов. Также с декабря 1971 года являлся научным сотрудником Омского государственного института физической культуры. Участвовал в боксёрских турнирах в качестве судьи всесоюзной категории (звание присвоено в 1957 году).
Умер 8 июня 1976 года в Москве. Похоронен на Ваганьковском кладбище, участок № 29.